# Cyclisme aux Jeux bolivariens de 2017
Navigation
Édition précédente Édition suivante
Le cyclisme aux Jeux bolivariens de 2017 est représenté par quatre disciplines : BMX, cyclisme sur route, cyclisme sur piste et VTT. Les 29 épreuves (15 hommes et 14 femmes) ont lieu à Santa Marta en Colombie, du 12 au 24 novembre 2017.

## Participants
| Pays                   | Route  | Route  | Piste  | Piste  | VTT    | VTT    | BMX    | BMX    | Total |
| Pays                   | Hommes | Femmes | Hommes | Femmes | Hommes | Femmes | Hommes | Femmes | Total |
| ---------------------- | ------ | ------ | ------ | ------ | ------ | ------ | ------ | ------ | ----- |
| Bolivie                | 2      | 1      | 3      | 1      | 4      | 1      | 2      |        | 14    |
| Colombie               | 6      | 6      | 10     | 9      | 4      | 2      | 3      | 3      | 43    |
| Chili                  | 5      | 4      | 6      | 4      | 2      | 1      | 2      | 1      | 25    |
| Équateur               | 4      | 2      | 9      | 1      | 5      | 2      | 2      | 2      | 27    |
| Salvador               |        |        |        |        |        |        |        |        | 0     |
| Guatemala              |        |        | 3      | 2      |        |        | 1      | 2      | 8     |
| Paraguay               | 2      | 2      |        |        | 1      | 1      |        |        | 6     |
| Pérou                  | 6      | 2      | 4      |        | 4      | 2      | 1      |        | 19    |
| République dominicaine | 1      | 1      |        |        | 1      |        | 1      |        | 4     |
| Venezuela              | 6      | 5      | 9      | 9      | 2      | 2      | 2      | 1      | 36    |
| Total                  | 32     | 23     | 44     | 26     | 23     | 11     | 14     | 9      | 182   |

## Médaillés

### Cyclisme sur route
| Épreuve          | Or                      | Argent                  | Bronze                   |
| ---------------- | ----------------------- | ----------------------- | ------------------------ |
| Hommes           |                         |                         |                          |
| Course en ligne  | Juan Pablo Suárez (COL) | Anderson Paredes (VEN)  | Nelson Soto (COL)        |
| Contre-la-montre | Rodrigo Contreras (COL) | Carlos Ramírez (COL)    | Patricio Almonacid (CHI) |
| Femmes           |                         |                         |                          |
| Course en ligne  | Lilibeth Chacón (VEN)   | Diana Peñuela (COL)     | Paula Patiño (COL)       |
| Contre-la-montre | Aranza Villalón (CHI)   | Cristina Sanabria (COL) | Lilibeth Chacón (VEN)    |

### Cyclisme sur piste
| Épreuve               | Or                                                                       | Argent                                                                 | Bronze                                                               |
| --------------------- | ------------------------------------------------------------------------ | ---------------------------------------------------------------------- | -------------------------------------------------------------------- |
| Hommes                |                                                                          |                                                                        |                                                                      |
| Kilomètre             | Fabián Puerta                                                            | Anderson Parra                                                         | Luis Yáñez                                                           |
| Keirin                | Fabián Puerta                                                            | Santiago Ramírez                                                       | Brandon Pineda                                                       |
| Vitesse               | Fabián Puerta                                                            | Santiago Ramírez                                                       | Brandon Pineda                                                       |
| Vitesse par équipes   | Colombie Fabián Puerta Rubén Murillo Santiago Ramírez                    | Venezuela César Marcano Hersony Canelón Luis Yáñez                     | Guatemala Claudio Castro Brandon Pineda Luis Cordón                  |
| Poursuite             | Eduardo Estrada                                                          | Brayan Sánchez                                                         | Elías Tello                                                          |
| Poursuite par équipes | Colombie Brayan Sánchez Carlos Tobón Eduardo Estrada Juan Esteban Arango | Chili Antonio Cabrera Cristian Cornejo Elías Tello Felipe Peñaloza     | Venezuela Clever Martínez Leonel Quintero Enrique Díaz Víctor Moreno |
| Scratch               | Carlos Tobón                                                             | Luis Fernando Sepulveda                                                | Máximo Rojas                                                         |
| Omnium                | Juan Esteban Arango                                                      | Felipe Peñaloza                                                        | Enrique Díaz                                                         |
| Course aux points     | Jorge Luis Montenegro                                                    | Máximo Rojas                                                           | Elías Tello                                                          |
| Femmes                |                                                                          |                                                                        |                                                                      |
| 500 mètres            | Martha Bayona                                                            | Diana García                                                           | Mariesthela Vilera                                                   |
| Keirin                | Martha Bayona                                                            | Diana García                                                           | María Jiménez                                                        |
| Vitesse               | Martha Bayona                                                            | Diana García                                                           | Mariesthela Vilera                                                   |
| Vitesse par équipes   | Colombie Mariana Pajón Martha Bayona                                     | Venezuela Mariesthela Vilera Yolimar Pérez                             | Guatemala Joane Rodríguez María Jiménez                              |
| Poursuite             | Lilibeth Chacón                                                          | Jessica Parra                                                          | Camila Valbuena                                                      |
| Poursuite par équipes | Colombie Camila Valbuena Milena Salcedo Jessica Parra Lorena Colmenares  | Venezuela Danielys García Jennifer Cesar Lilibeth Chacón Zuralmy Rivas | Chili Anany Muñoz Carolina Oyarzo Daniela Guajardo Paula Villalón    |
| Scratch               | Angie González                                                           | Milena Salcedo                                                         | Zuralmy Rivas                                                        |
| Omnium                | Angie González                                                           | Lorena Colmenares                                                      | Miryam Núñez                                                         |
| Course aux points     | Jessica Parra                                                            | Lilibeth Chacón                                                        | Miryam Núñez                                                         |

### VTT
| Épreuve       | Or                     | Argent               | Bronze                 |
| ------------- | ---------------------- | -------------------- | ---------------------- |
| Hommes        |                        |                      |                        |
| Cross-country | Fabio Castañeda (COL)  | Ever Gómez (BOL)     | Jhonnatan Botero (COL) |
| Descente      | Rafael Gutiérrez (COL) | Alejandro Paz (PER)  | Mario Jarrín (ECU)     |
| Femmes        |                        |                      |                        |
| Cross-country | Valentina Abril (COL)  | Michela Molina (ECU) | Yosiana Quintero (COL) |

### BMX
| Épreuve              | Or                   | Argent                | Bronze                  |
| -------------------- | -------------------- | --------------------- | ----------------------- |
| Hommes               |                      |                       |                         |
| Course BMX           | Diego Arboleda (COL) | Carlos Ramírez (COL)  | Alfredo Campo (ECU)     |
| Contre-la-montre BMX | Carlos Ramírez (COL) | Alfredo Campo (ECU)   | Diego Arboleda (COL)    |
| Femmes               |                      |                       |                         |
| Course BMX           | Mariana Pajón (COL)  | Doménica Azuero (ECU) | Stefany Hernández (VEN) |
| Contre-la-montre BMX | Mariana Pajón (COL)  | Doménica Azuero (ECU) | Stefany Hernández (VEN) |

## Tableau des médailles
Légende
- Le pays organisateur est en bleu lavande

| Rang | Nation    | Or | Argent | Bronze | Total |
| ---- | --------- | -- | ------ | ------ | ----- |
| 1    | Colombie  | 23 | 14     | 6      | 43    |
| 2    | Venezuela | 4  | 6      | 10     | 20    |
| 3    | Équateur  | 1  | 4      | 4      | 9     |
| 4    | Chili     | 1  | 3      | 4      | 8     |
| 5    | Bolivie   | 0  | 1      | 0      | 1     |
| 6    | Pérou     | 0  | 1      | 0      | 1     |
| 7    | Guatemala | 0  | 0      | 5      | 5     |